# لورا جنسن
لورا جنسن (انگلیسی: Laura Jansen؛ زادهٔ ۴ مارس ۱۹۷۷) یک موسیقی‌دان اهل ایالات متحده آمریکا است. وی از سال ۲۰۰۷ میلادی تاکنون مشغول فعالیت بوده‌است.